# Ханс фон Метерних
Ханс фон Метерних (на немски: Hans von Metternich, Herr zu Vettelhoven; * 1500 в Кобленц; † 1562 в Трир) е благородник от род Метерних, господар на Фетелховен в Рейнланд-Пфалц и „амтман“ на Зафенберг. Той е роднина с прочутия канцлер Клеменс фон Метерних.
Той е син на Едмунд фон Метерних, господар на Зомерберг († 1541/1542) и съпругата му Анна Колф в
фон Фетелховен († 1538), дъщеря на Ханс Колф фон Фетелховен и Ева фон Вилтберг. Внук е на Карл III фон Метерних († 1495) и Белгин Байсел фон Гимних. Брат е на Вилхелм фон Метерних († 1578), женен I. за Маргарета фон Хонделинген и II. за Анна фон Насау, наследничка на Райнхартщайн († 1570).

## Фамилия
Ханс фон Метерних се жени 1529 г. за Анна фон Шнеленберг. Бракът е бездетен.
Ханс фон Метерних се жени втори път на 16 февруари 1541 г. за Катарина фон Дайнсберг, дъщеря на Готхард фон Дайнсберг и Флорентина Нагел фон Кинтцвайлер. Те имат децата:
- Амалия фон Метерних († 1577), омъжена на 20 януари 1563 г. за Антон фон и цу Елц, господар на Кемпених (* 4 септември 1533; † 1598)
- Бернхард фон Метерних цу Фетелховен († пр. 27 октомври 1580), женен 1565 г. за Ева Хурт фон Шьонек († сл. 1579); те имат син:
  - Едмунд фон Метерних цу Фетелховен, Калденборн († 1617)

Ханс фон Метерних се жени трети път пр. 6 март 1542 г. за Агнес фон Бленз. Бракът е бездетен.
Ханс фон Метерних се жени четвърти път на 17 февруари 1547 г. за Катарина фон дер Лайен (* 1528: † сл. 1567), вдовица на Дамян (Херман) Квад фон Ландскрон († 1531/1542), дъщеря на Бартоломеус фон дер Лайен, господар на Гондорф, байлиф на Андернах († 1539) и Катарина фон Палант († 1554). Те имат децата:
- Георг фон Метерних († в битка в Малта)
- Лотар фон Метерних (* 31 август 1551 в дворец Фетелховен в Графшафт; † 17 септември 1623 в Кобленц), архиепископ и курфюрст на Трир (1599 – 1623)
- Йохан/Ханс Дитрих фон Метерних (* 1553; † 1620 – 20 март 1625), женен на 22 ноември 1579 г. за Анна Фрай фон Дерн († 1625), дъщеря на Лубенц Фрай фон Дерн († 12 юли 1568 – 8 септември 1569) и Катарина фон Насау, дъщеря на Квирин фон Насау († 1538) и Елизабет фон Щафел (1506 – 1562). Те имат два сина и две дъщери:
  - Катарина фон Метерних, омъжена за Ханс Каспар фон дер Лайен, цу Гондорф (1592 – 1640)
  - Мария фон Метерних († 1625), омъжена за граф Йохан Филип Крац фон Шарфенщайн († 1635)
  - Лотар фон Метерних († 1663), фрайхер
  - Вилхелм фон Метерних-Винебург-Байлщайн (* 1590; †1652), фрайхер, бургграф на Щаркенбург